# Корнвол (Онтарио)
Корнвол (енгл. Cornwall) је град у Канади у покрајини Онтарио. Према резултатима пописа 2011. у граду је живело 46.340 становника.

## Становништво
Према резултатима пописа становништва из 2011. у граду је живело 46.340 становника, што је за 0,8% више у односу на попис из 2006. када је регистровано 45.965 житеља.
| 2006.  | 2011.  | 2016.  |
| ------ | ------ | ------ |
| 45.965 | 46.340 | 46.589 |